# Ribes alpinum
Espèce
Classification phylogénétique
Le Groseillier des Alpes (Ribes alpinum) est un arbuste de la famille des Grossulariacées originaire d'Europe centrale ou boréale.

## Position taxinomique
Un synonyme est signalé : Ribes dioicum Moench (1794)
Des sous-espèces et variétés botaniques sont reconnues :
- Ribes alpinum var. japonicum Maxim. (1874) - synonyme : Ribes distans var. japonicum (Maxim.) Jancz.
- Ribes alpinum subsp. lucidum (Kit.) Soják (1972) - synonyme : Ribes lucidum Kit.
- Ribes alpinum var. mandshuricum Maxim. (1873) : voir Ribes maximowiczianum Kom.

## Description
C'est un arbuste caduc, pouvant atteindre 2 à 3 m de haut.
Les feuilles sont tri ou pentalobées et irrégulièrement crénelées-dentelées, presque glabres. Le pétiole des feuilles est plus court que le limbe.
Les fleurs sont en grappes plus ou moins dressées, de couleur verte ou vert-jaunâtre. Le calice, en cloche, est formé de sépales ovales, trois à cinq fois plus longs que les pétales.
Les fruits sont rouges à maturité, en grappe et peuvent atteindre 0,5 cm de diamètre. Ils sont fades mais comestibles.
Cette espèce compte 16 chromosomes.

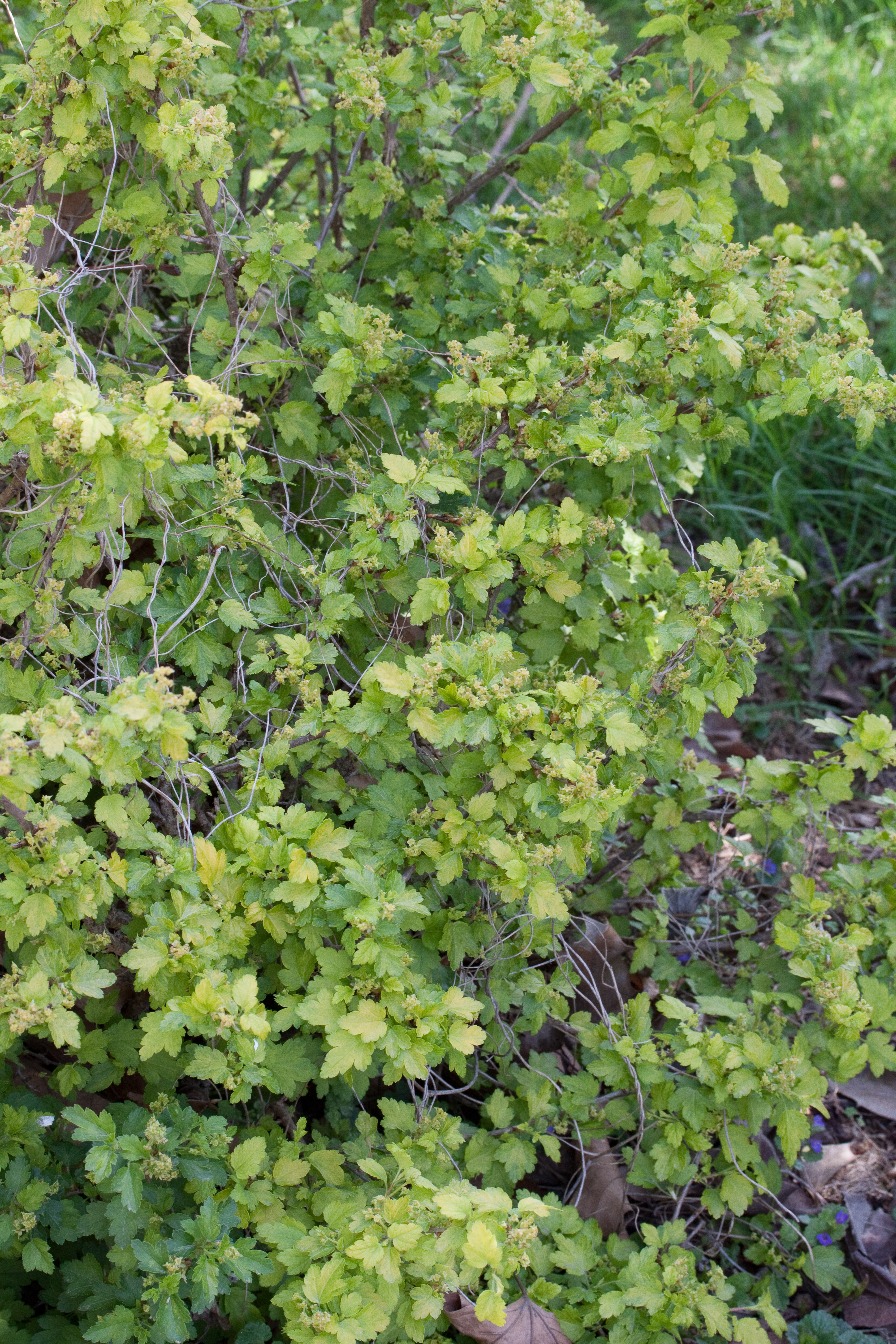
Variété 'Aureum' - floraison
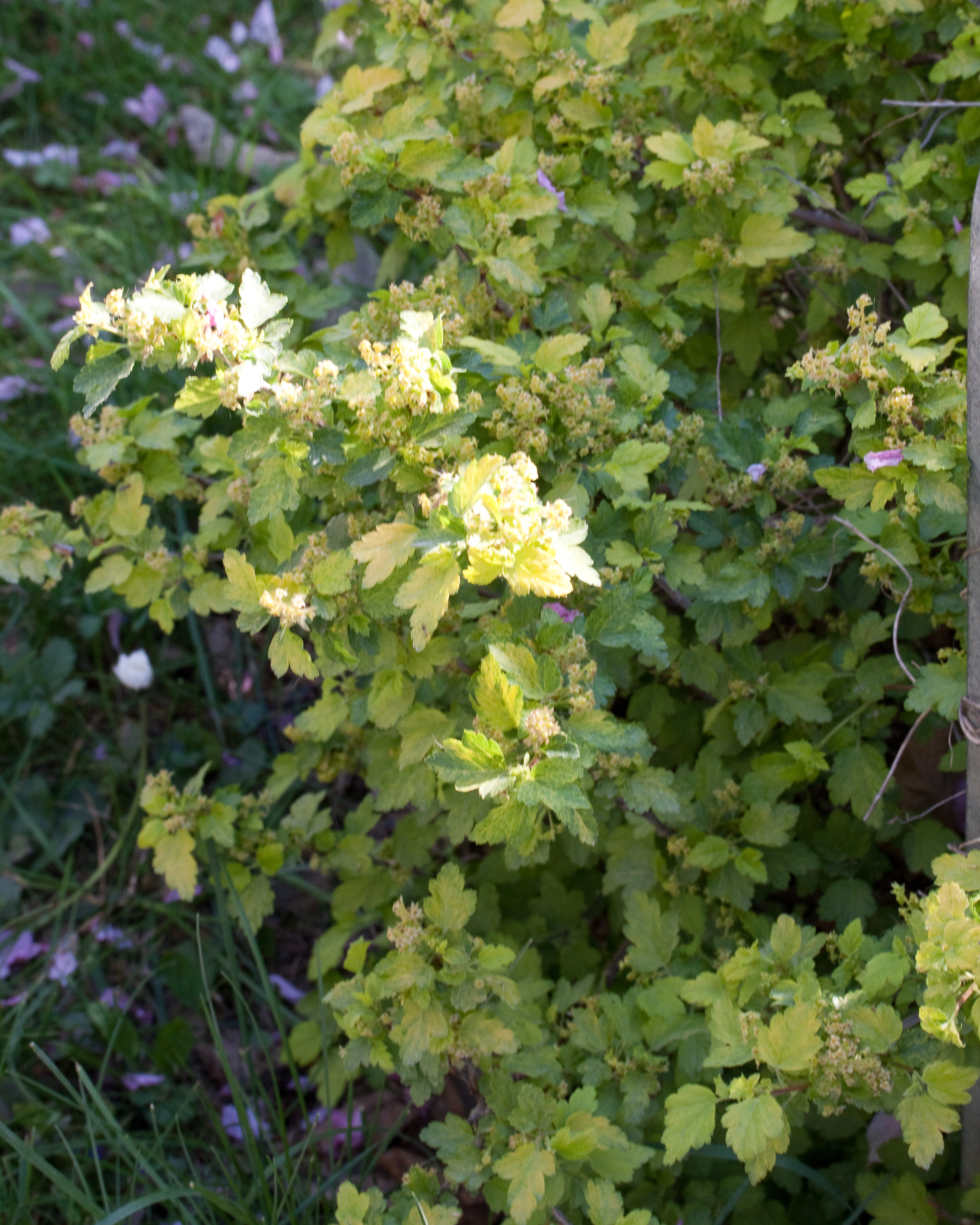
Variété 'Aureum' - floraison
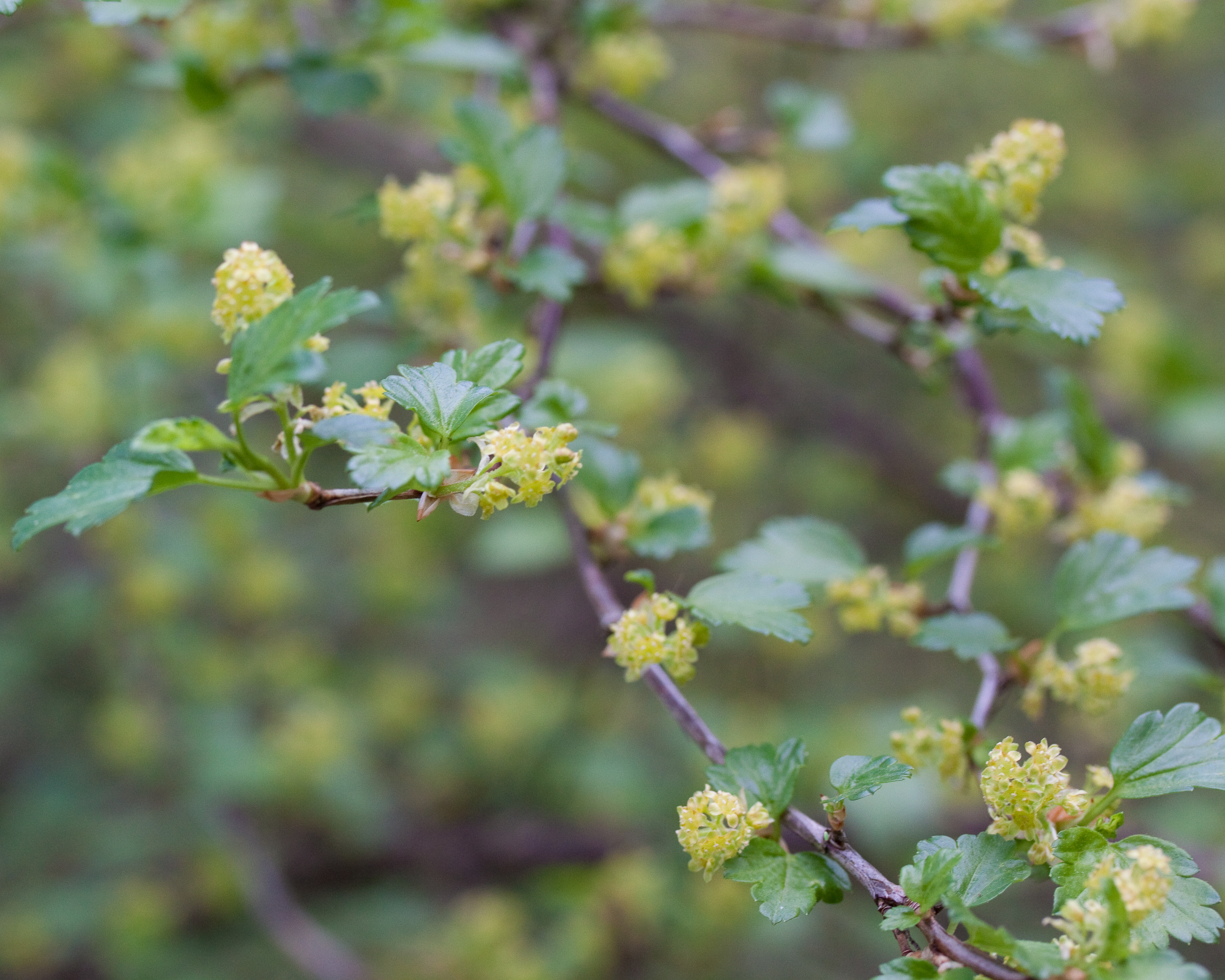
Fleurs
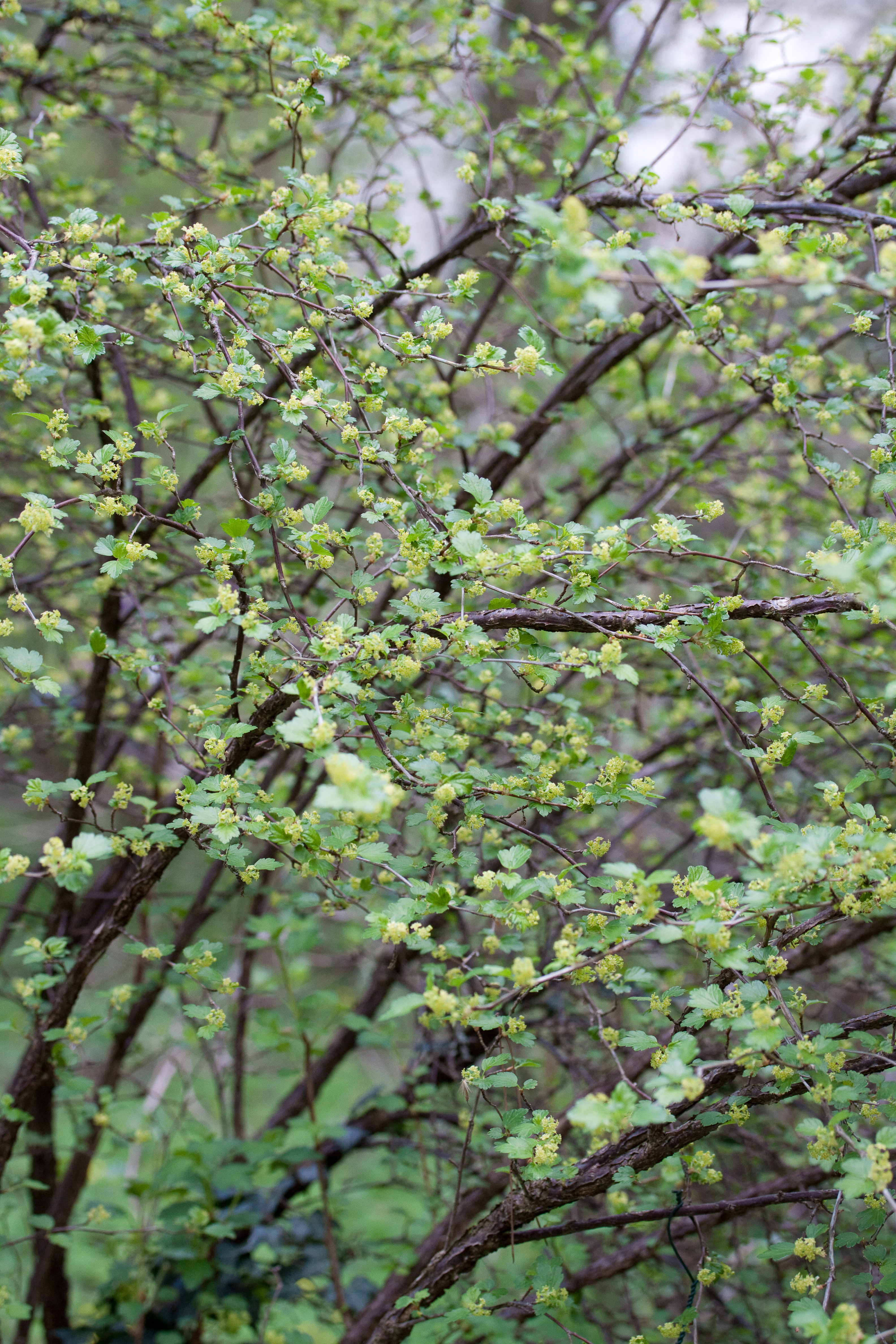
Floraison
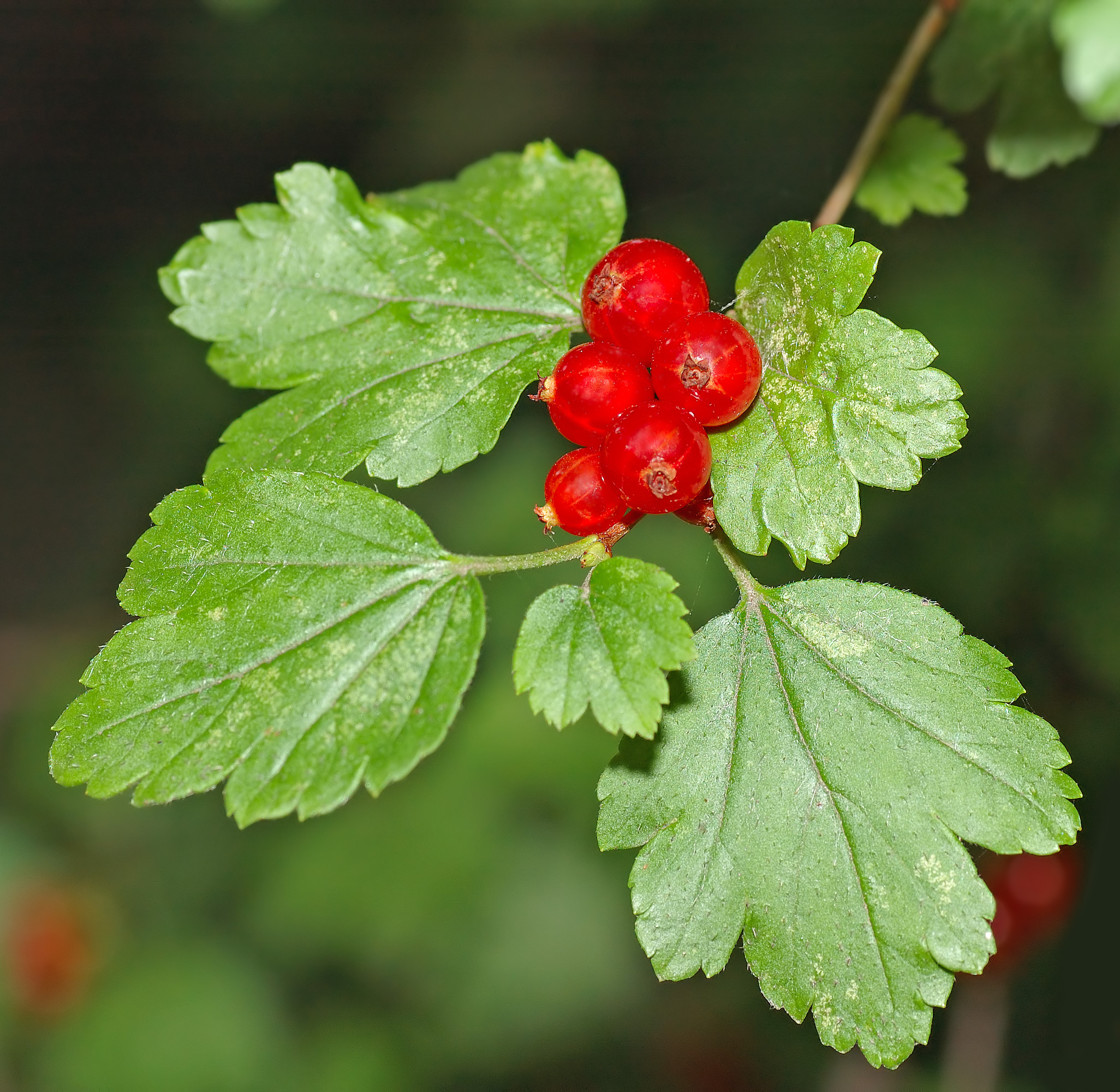
Fruits

## Répartition
Cet arbuste est originaire d'Europe centrale et boréale. Il est présent dans tout l'est de la France, dans le Massif central et dans le pourtour méditerranéen. Il est absent dans l'ouest, sur toute la façade Atlantique et de la Manche.
Il croît en habitat forestier ou semi-forestier ou en ripisylve, en milieu relativement humide.
En Suisse, il pousse dans les forêts et buissons, aux étages montagnard et subalpin, c'est une plante pionnière; il est parfois cultivé.

## Utilisation et culture
Il est assez couramment utilisé en plante ornementale, en isolé ou en haie, en situation ensoleillée ou ombragée. Des variétés horticoles ont été créées dont :
- Ribes alpinum 'Aureum'
- Ribes alpinum 'Nana'
- Ribes alpinum 'Schmidt'

Il se multiplie par semis ou bouturage.
Le fruit est éventuellement consommable en gelée ou boisson fermentée.